# ترسا اشمیگیلوونا
تِـرِسا اشمیگیلوونا (لهستانی: Teresa Szmigielówna؛ ۹ اکتبر ۱۹۲۹ – ۲۴ سپتامبر ۲۰۱۳) بازیگر اهل لهستان بود.
از فیلم‌ها یا مجموعه‌های تلویزیونی که وی در آن‌ها نقش داشته است، می‌توان به سفری برای یک لبخند، آغاز بهار، سه داستان، قطار شب، شیفته دوربین و خیابان فرعی ۴ اشاره نمود.